# Wanarejan Selatan
Wanarejan Selatan is een bestuurslaag in het regentschap Pemalang van de provincie Midden-Java, Indonesië. Wanarejan Selatan telt 10.137 inwoners (volkstelling 2010).